# Eclissi solare dell'11 maggio 1975
L'Eclissi solare dell'11 maggio 1975 è stato un evento astronomico che ha avuto luogo il suddetto giorno attorno alle ore 07:17 UTC. Tale evento ha avuto luogo in Europa, Asia settentrionale, Nord America settentrionale e alcune aree circostanti. L'eclissi dell'11 maggio 1975 è stata la prima eclissi solare nel 1975 e la 172ª nel XX secolo. La precedente eclissi solare ebbe luogo il 13 dicembre 1974, la seguente il 3 novembre 1975.
Il giorno della luna nuova (novilunio), la differenza tra le distanze apparenti di luna e sole osservate sulla terra è estremamente piccola. In tale momento, se la luna si trova in prossimità del nodo lunare, cioè uno dei due punti in cui la sua orbita interseca l'eclittica, si verifica un'eclissi solare. Quando vi è assenza di ombra e la penombra raggiunge parte dell'estremità settentrionale o meridionale della terra, si verifica un'eclissi solare parziale, che si verifica quindi presso le regioni polari della Terra.

## Percorso e visibilità
Questa eclissi solare parziale poteva essere vista in tutta Europa, Nord Africa centrale e occidentale, Mauritania nord orientale, Repubblica del Mali, Isole Canarie, Madeira, Azzorre, Turchia centrale e occidentale, Cina nord orientale settentrionale e territori al confine nord della Mongolia. Nell'isola di Hokkaido in Giappone; Inoltre in gran parte dell'Unione Sovietica, Groenlandia, Canada settentrionale, nord dell'Alaska. A seconda del fuso orario, nella maggior parte delle aree l'eclissi è avvenuta l'11 maggio, in Alaska il 10 maggio

## Eclissi correlate

### Eclissi solari 1975 - 1978
Questa eclissi è un membro di una serie semestrale. Un'eclissi in una serie semestrale di eclissi solari si ripete approssimativamente ogni 177 giorni e 4 ore (un semestre) in nodi alternati dell'orbita della Luna.